# Зборница (ТВ серија)
Зборница је српска серија у режији Ђорђа Станимировића по сценарију Владимира Ђурђевића. Од 19. маја 2022. године се емитује на Суперстар ТВ. 
Радња ситкома смештена је у школу и прати ситуације у којима се налази наставни кадар као и ђаци.

## Радња
Радња серије прати бројне комичне ситуације у животу наставника, њихове проблеме и дилеме са којима се непрестано сусрећу.
Сви ти, наизглед, озбиљни, строги и понекад смешни људи су слободни, лишени бриге о томе шта ми о њима мислимо.
Они су, у ствари, обични, забринути, амбициозни, смешни, уплашени, ситничави, весели, а пре свега - драги људи...
Лако се посвађају, још лакше помире, спремни су на разне каламбуре, неуморни у међусобним расправама, склони свакаквим несташлуцима, смеху, али и претераним бригама, изузетно радознали...

## Улоге

### Главне улоге
| Глумац           | Улога            |
| ---------------- | ---------------- |
| Горица Поповић   | Ружица Терзић    |
| Катарина Жутић   | Катарина Алексић |
| Јована Балашевић | Лидија Вељковић  |
| Анка Гаћеша      | Милица Николић   |
| Паулина Манов    | Анђелина Савић   |
| Небојша Илић     | Божидар Тошић    |
| Зоран Цвијановић | Сметана Ружић    |
| Милош Самолов    | Мирослав Јефтић  |
| Ђуро Брстина     | Милан Филиповић  |
| Дејан Луткић     | Лазар Матић      |
| Марко Никитовић  | Петар Поповић    |

### Споредне улоге
| Глумац                    | Улога               |
| ------------------------- | ------------------- |
| Ленка Петровић            | Лорена              |
| Мина Обрадовић            | Олга                |
| Андријана Оливерић        | Цеца                |
| Ксенија Репић             | Драгана             |
| Бранко Јанковић           | Веселин             |
| Дајана Ренер              | Љубица              |
| Бранимир Брстина          | Драгутин            |
| Јован Мијовић             | Спале               |
| Александар Стојковић      | Стево               |
| Радоје Чупић              | Воја                |
| Иван Михаиловић           | Лео Штајниц         |
| Јована Миловановић        | Биба                |
| Дубравко Јовановић        | Жикс                |
| Бранислава Подрумац       |                     |
| Владимир Керкез           | Црномарковић        |
| Александар Маринковић     | Белопавловић        |
| Јелена Гавриловић         | гђа Марковић        |
| Владан Дујовић            | кум                 |
| Дејан Тончић              | Невен               |
| Александар Јовановић Меда | фотограф            |
| Милош Зубац               | гитариста           |
| Драган Станојевић         | хармоникаш          |
| Даница Петровић           | наставница немачког |
| Драган Јошовић            | мајстор за видео    |
| Мина Петровић             |                     |
| Марија Љешевић            |                     |
| Јана Ивановић             |                     |
| Анђела Кирбл              |                     |
| Момчило Пићурић           | бивши домар         |
| Бранка Шелић              |                     |
| Радомир Николић           |                     |
| Мирослав Жужић            | бивши директор      |
| Мaрко Гверо               | Божин кум           |
| Ненад Ћирић               | Риле                |
| Даниела Кузмановић        |                     |
| Бранислав Јевтић          |                     |
| Невена Михаиловић         |                     |
| Никола Боговац            |                     |
| Наташа Остојић            |                     |
| Петар Јовановић           |                     |
| Светлана Бојковић         | Перса Лаган         |
| Гордан Кичић              | Киле                |
| Бранислав Зеремски        | Ивица Копривица     |
| Војин Ћетковић            | Ћетко               |
| Сергеј Ћетковић           | Сергеј              |
| Ђорђе Живадиновић Гргур   | Пабло               |
| Владан Гајовић            | Тони Смит           |
| Јелена Ђукић              | Дуња                |
| Драгана Дабовић           | анкетарка           |
| Немања Вановић            | инспектор Шурлан    |
| Драгана Никитовић         | председница ПСП     |
| Маја Гардиновачки         | Лазарева мама       |
| Невена Љубић              | Ружина ћерка        |
| Ива Вукмировић            | Ружина унука        |
| Изабела Живковић          | Ружина унука        |
| Немања Лековић            | вођа снимања        |
| Марко Папајић             | расветљивач         |
| Дуња Петковић             | клаперка            |
| Лука Ковачевић            | реквизитер          |

## Сезоне
| Сезона | Сезона | Епизода | Премијерно емитовање | Премијерно емитовање |
| Сезона | Сезона | Епизода | Почетак емитовања    | Завршетак емитовања  |
| ------ | ------ | ------- | -------------------- | -------------------- |
|        | 1      | 50      | 19. мај 2022.        | 21. јун 2022.        |
|        | 2      | 50      | 16. децембар 2024.   | 27. јануар 2025.     |
|        | 3      | 50      | 2025.                | 2025.                |